# Pérouges
Pérouges ist eine französische Gemeinde mit 1382 Einwohnern (Stand 1. Januar 2022) im Département Ain der Region Auvergne-Rhône-Alpes.

## Geografie
Die Gemeinde Pérouges liegt etwa 30 Kilometer nordöstlich von Lyon und 35 Kilometer südlich von Bourg-en-Bresse auf einem Hügel zwischen der Landschaft Dombes und dem Aintal. Im Südosten reicht das Gemeindegebiet nahe an den Fluss Ain heran. Der Ort ist eine Touristenattraktion, weil die mittelalterlichen Straßen und Häuser Anfang des 20. Jahrhunderts sorgfältig restauriert wurden. Deshalb wurde der Ort als eines der Plus beaux villages de France (schönsten Dörfer Frankreichs) klassifiziert.

## Geschichte
Der Name Pérouges lässt vermuten, dass der Ort von gallischen Siedlern gegründet wurde, die aus der italienischen Kolonie Perugia zurück in ihre Heimat gekehrt waren. 1167 verteidigte Seigneur d’Anthon die Mauern der Stadt gegen den Erzbischof von Lyon. Die Ortschaft erlangte 1236 kommunale Unabhängigkeit. 1601, unter Heinrich IV. wurde die Stadt offiziell Teil von Frankreich. Bis Ende des 18. Jahrhunderts florierte die Textilindustrie in dem kleinen Ort. Im 19. Jahrhundert verließen immer mehr Bewohner Pérouges, so dass die Bevölkerungszahl von 1.500 bis auf 364 im Jahr 1821 sank. Die Stadt verfiel. Erst 1911 wurde wieder mit dem Aufbau der Stadt begonnen, viele Häuser wurden restauriert.

### Bevölkerungsentwicklung
| Jahr                       | 1962 | 1968 | 1975 | 1982 | 1990 | 1999 | 2011 | 2021 |
| -------------------------- | ---- | ---- | ---- | ---- | ---- | ---- | ---- | ---- |
| Einwohner                  | 474  | 489  | 531  | 658  | 851  | 1103 | 1203 | 1346 |
| Quellen: Cassini und INSEE |      |      |      |      |      |      |      |      |

## Kultur und Sehenswürdigkeiten
Das kleine Dorf ist regelmäßig Veranstaltungsort für kulturelle Veranstaltungen wie Ritterspiele oder das Musik-Festival Le Printemps de Pérouges.
Aufgrund seiner mittelalterlichen Atmosphäre diente der Ort bereits als Kulisse für mehrere Filme, wie etwa Monsieur Vincent, Die drei Musketiere, Mandrin oder Fanfan, der Husar.

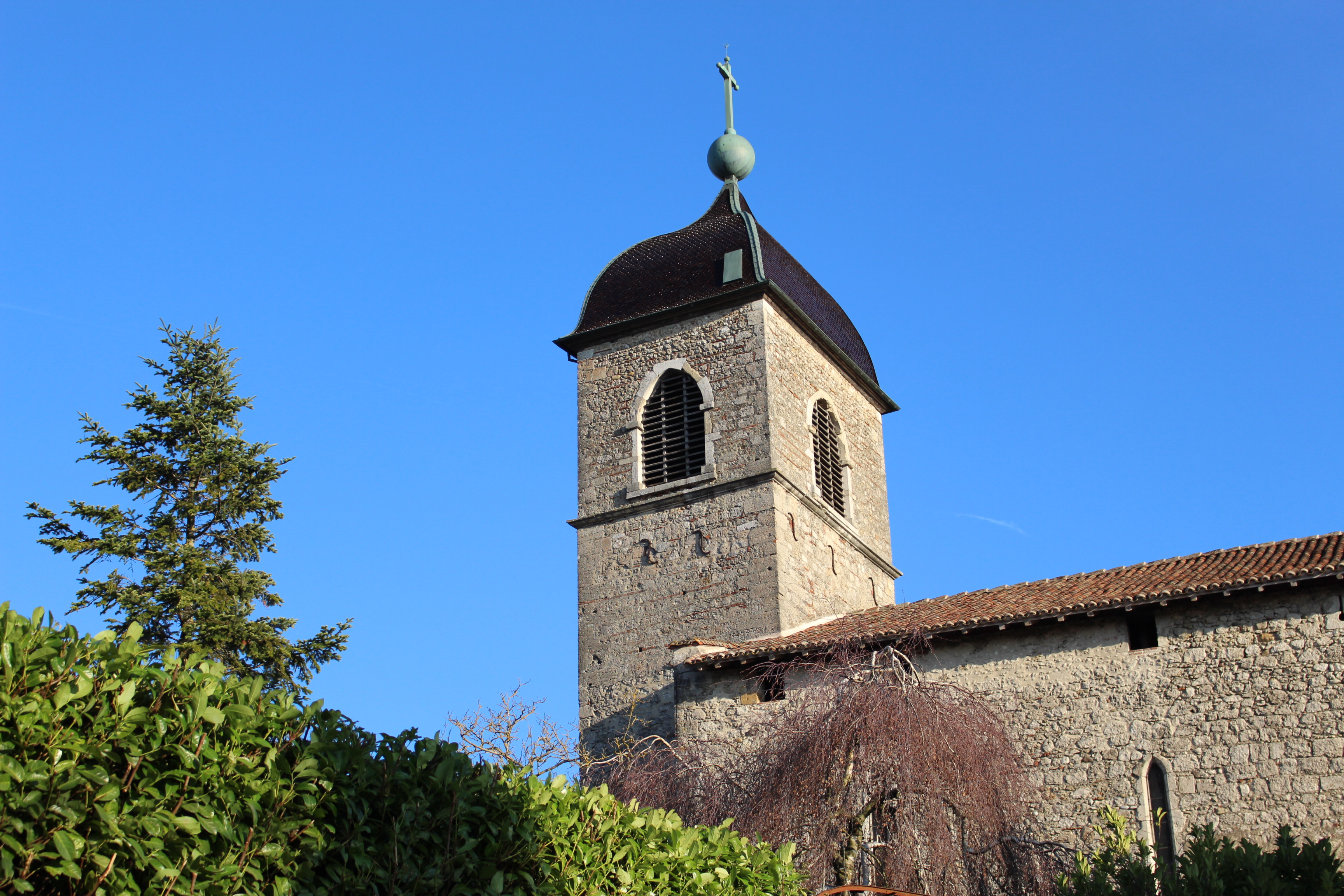
Kirche Sainte-Marie-Madeleine
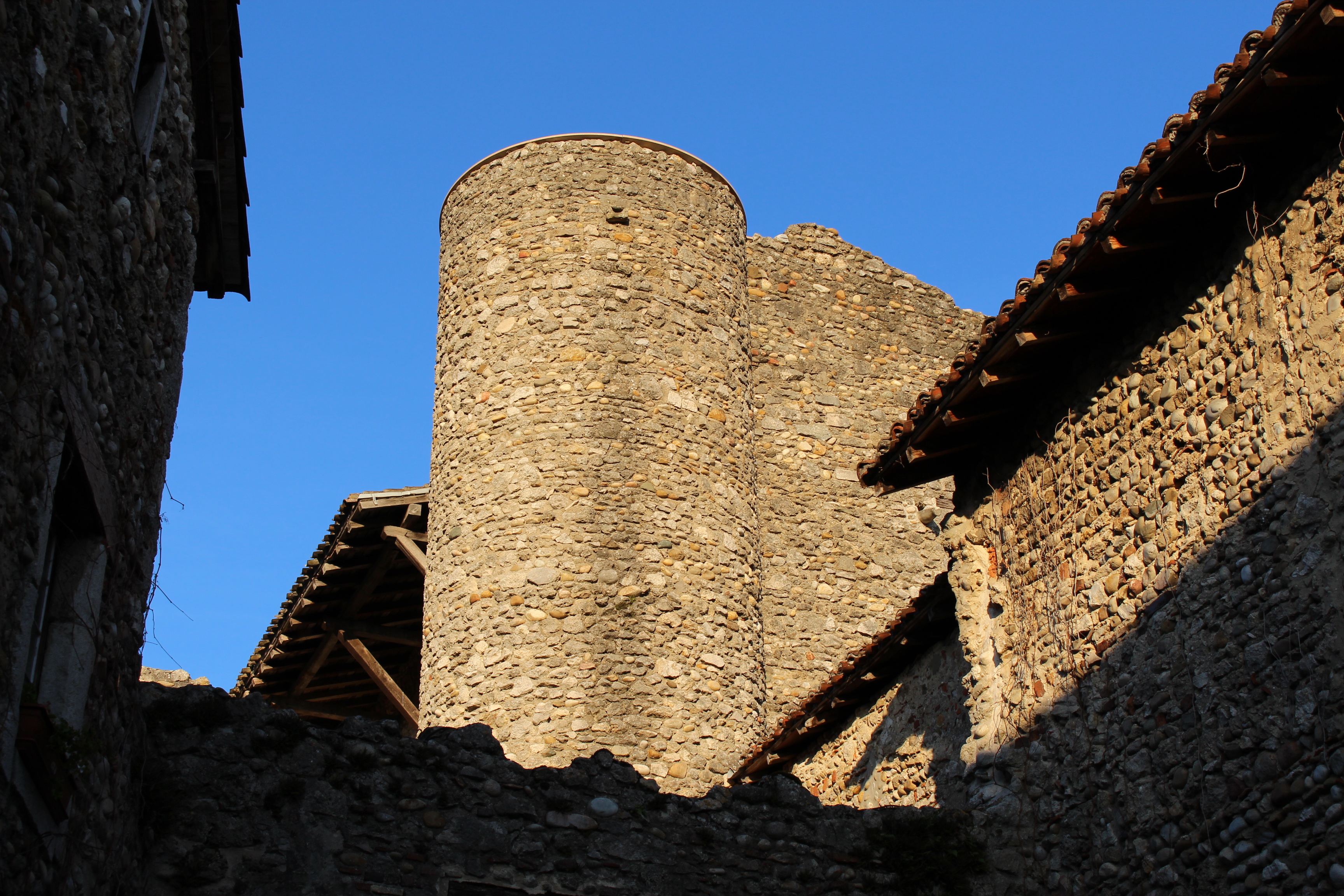
Mittelalterlicher Turm
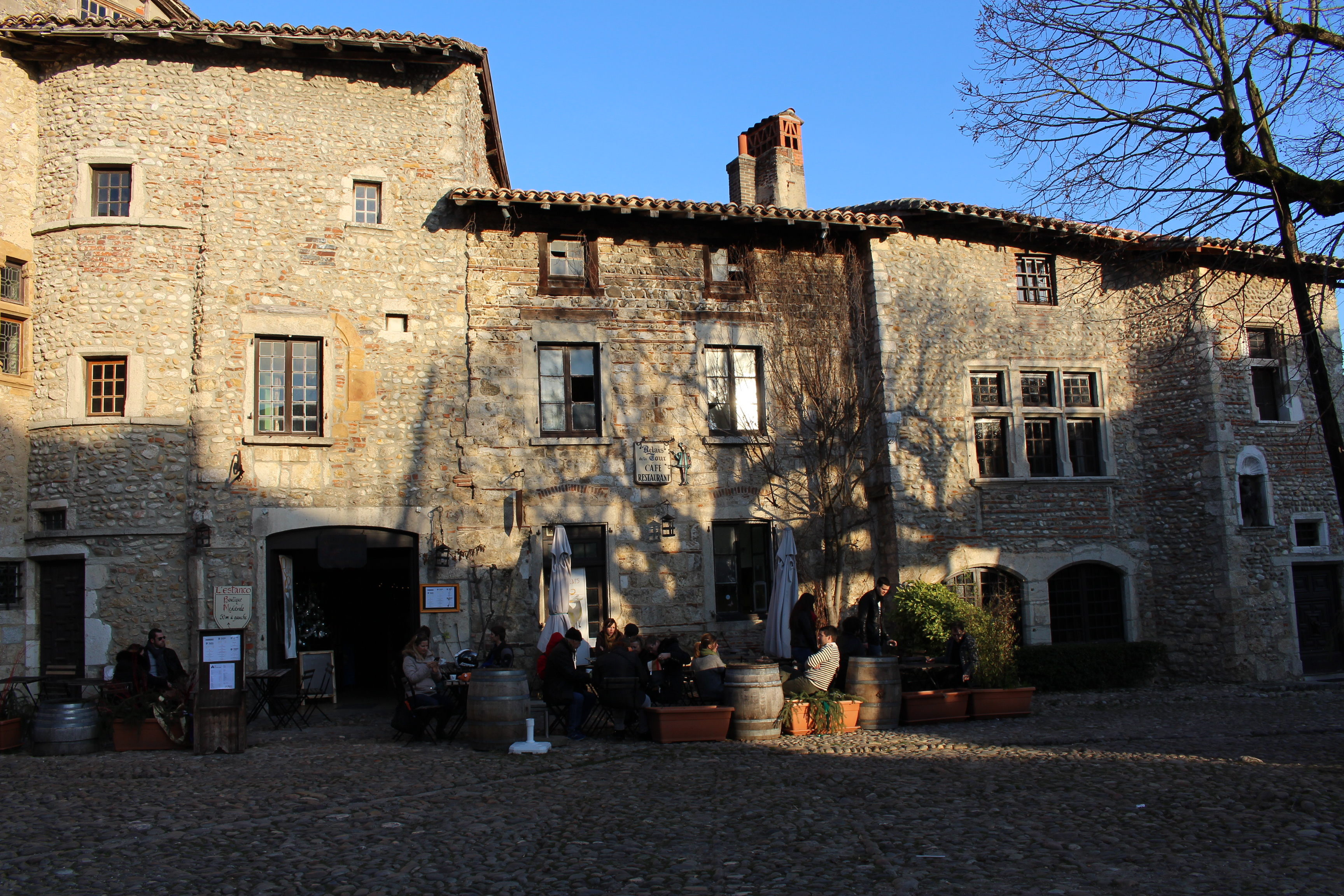
Place de la halle
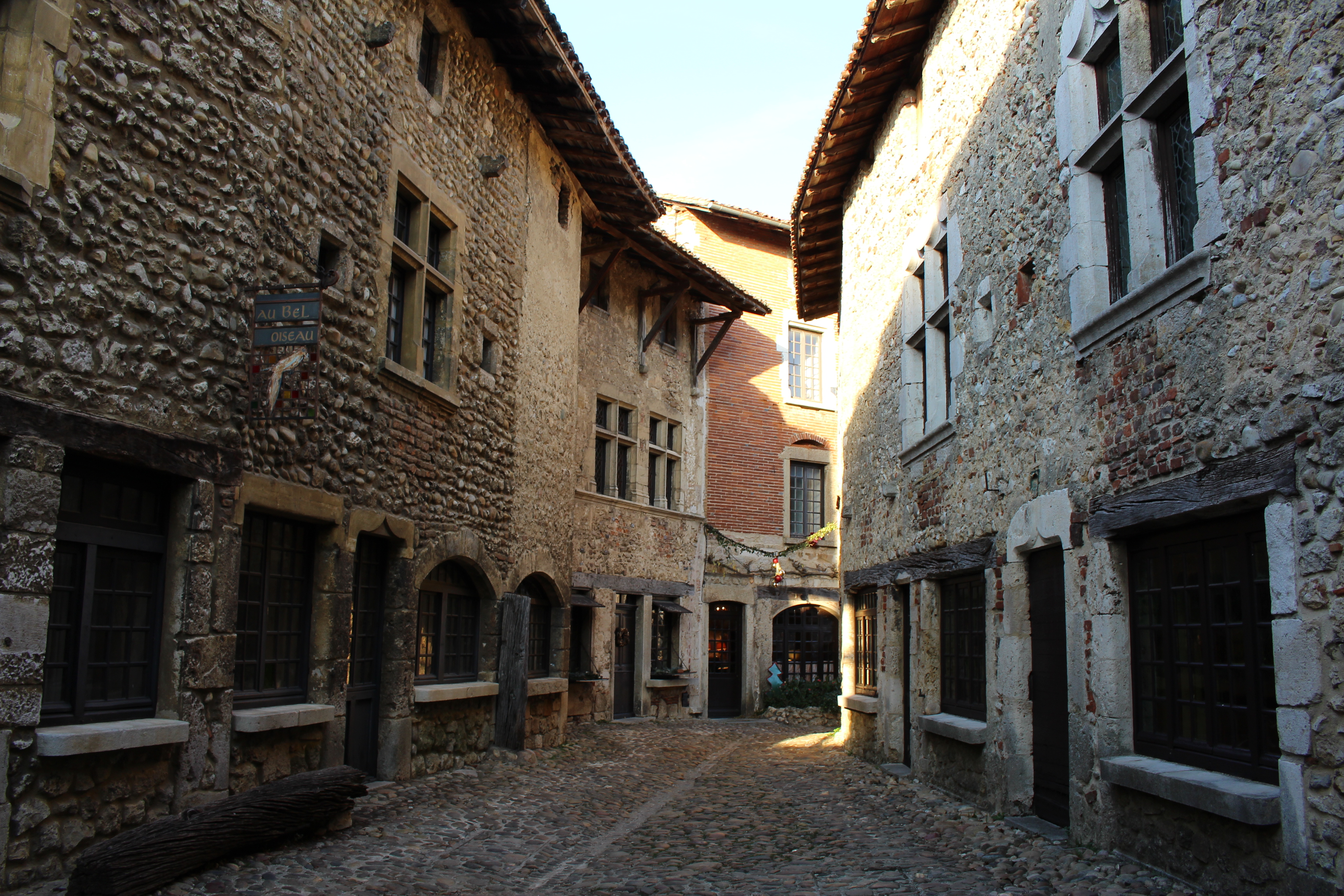
Mittelalterliche Gasse